# Livre de chasse
Livre de chasse (pol. Księga łowów) – średniowieczny traktat łowiecki, wielokrotnie kopiowany i parafrazowany bestseller; jednocześnie utwór dydaktyczny i nowatorski poradnik weterynaryjny dla hodowców psów myśliwskich.
Księga była jednym z kilku średniowiecznych podręczników podstaw sztuki łowieckiej (ars venandi) napisanych w języku starofrancuskim. Dzieło autorstwa pirenejskiego arystokraty Gastona III, hrabiego Foix i wicehrabiego Béarn zwanego Febusem, powstało w latach 1387–1389 i zostało zadedykowane przyjacielowi autora i towarzyszowi jego polowań, księciu Burgundii Filipowi Śmiałemu.

## Tytuł
Utwór obecnie znany jest jako Livre de chasse. W średniowieczu i w okresie nowożytnym był określany najczęściej mianem Le livre de la chasce que fist le comte Phébus de Foys et seigneur de Béarn i Le Livre de chasse, que fist le comte Febus de Foys, seigneur de Bearn, także jako Miroir de Phebus des déduiz de la chasse des beste sauvaiges et des oyseaux de proye i Phebus des deduiz de la chasse des bestes sauuaiges et des oyseaux de proye.
W polskiej literaturze przedmiotu tytuł utworu zwykle nie jest tłumaczony, jednak spotykany bywa w formie Księga łowów albo Księga o łowach, rzadziej O polowaniu.

## Autor
Autorem traktatu jest Gaston de Foix, który prawdopodobnie w latach 1387-1389 podyktował treść utworu swoim pisarzom dworskim. Tworząc Livre de chasse, autor częściowo wzorował się na traktacie Livres du roy Modus et de la royne Ratio, którego autorstwo przypisywane jest Henriemu de Ferrières. Opierając się na dorobku poprzedników, Gaston de Foix twórczo go uzupełnił, wykorzystując swoją gruntowną wiedzę przyrodniczą i bogate doświadczenie łowieckie, zdobyte nie tylko we Francji, ale również m.in. w Anglii i Skandynawii.

## Utwór

### Język utworu

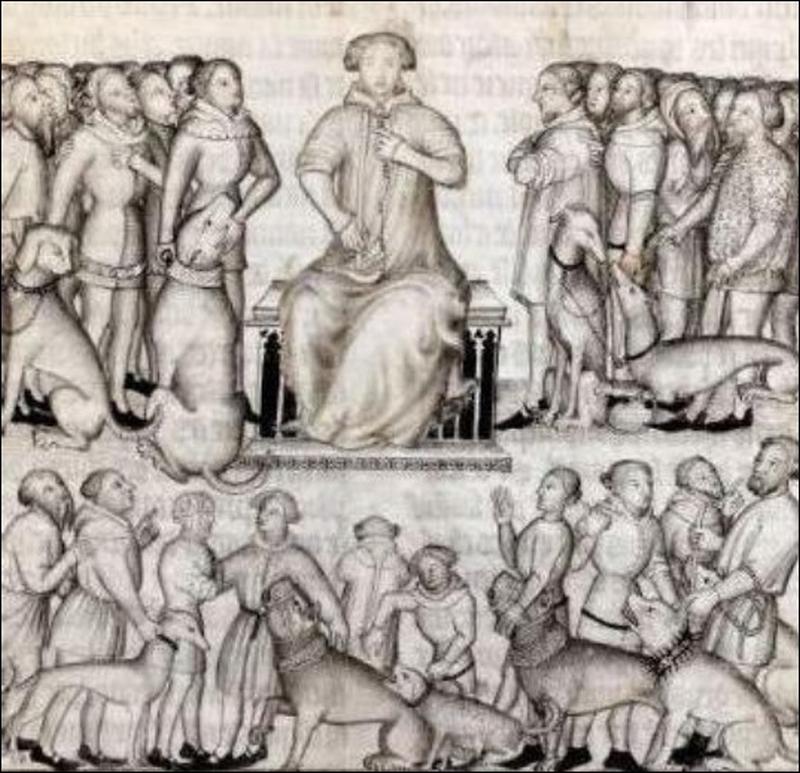
Gaston III w otoczeniu swoich dworzan i sług – miniatura inicjalna rękopisu Le Livre de chasse, que fist le comte Febus de Foys, seigneur de Bearn (4 ćw. XIV w.)

Livre de chasse spisano w literackiej odmianie języka starofrancuskiego, używanej w Paryżu i na dworze królewskim. W tym samym języku Gaston III zapisał własnoręcznie lub podyktował inny utwór Livre des oraisons – zbiór modlitw, który powstał po śmierci jego syna. Obydwa dzieła hrabiego (podkreślającego w obecności Francuzów, że jest Gaskończykiem i że posługuje się na co dzień le gascon, a nie le franssois) zostały napisane znakomitą francuszczyzną. Mistrzostwo Gastona III w posługiwaniu się tym obcym dla niego językiem podkreślał również Jean Froissart, który przebywał na dworze hrabiego w Orthez w roku 1388. Natomiast pieśni Gastona III, w tym przypisywana mu słynna Sé Canto ou aqueros mountagnos, powstały w jego ojczystym języku oksytańskim.

### Prolog i wymowa dzieła
W prologu Livre de chasse polowanie przedstawione jest jako szlachetne zajęcie, które pełni ważną funkcję edukacyjną – pomocne w kształtowaniu i hartowaniu charakteru młodego człowieka, umożliwiające poznanie własnych możliwości, niezbędne dla wykazania się osobistymi zaletami, a tym samym silnie powiązane z etosem rycerskim. Myślistwo w Livre de chasse jest przede wszystkim sztuką o określonych regułach, rodzajem całorocznego przygotowania do działań wojennych. Łowy ukazywane są jako rycerskie ćwiczenie w walce konnej i pieszej, w której przeciwnikiem człowieka jest dzikie zwierzę.
Będąc sprawdzianem siły, odwagi, wytrzymałości i refleksu, polowanie pełni także rolę użytkową (dostarczanie pożywienia i futer, a w przypadku ptaków śpiewających i młodocianych osobników niektórych ssaków, również zwierząt domowych) i rozrywkową (dostarczanie atrakcji i rozładowanie agresji). Przede wszystkim łowy na dzikie zwierzęta pozwalają jednak na utrzymanie dobrej kondycji fizycznej do późnej starości i zapobiegają niebezpiecznej dla człowieka gnuśności, bowiem według Gastona de Foix to lenistwo jest źródłem wszystkich grzechów.

### Konstrukcja utworu
Traktat podzielony na 84 rozdziały zawiera charakterystykę różnych typów polowań i narzędzi myśliwskich, szczególnie wielu odmian sieci, a także opisy kilkunastu gatunków zwierzyny łownej, scharakteryzowanej pod kątem wyglądu i zachowania, siedlisk, liczebności i płodności oraz okresów godowych, jak również wskazówki hodowlane związane z układaniem, rozmnażaniem i leczeniem psów myśliwskich.

## Manuskrypty
Nie zachował się autograf utworu. Tekst znany jest z ponad czterdziestu średniowiecznych kodeksów, w większości iluminowanych, jak również z manuskryptów pochodzących z XVI-XVII w. oraz wydań książkowych, z których dwa najstarsze pochodzą z roku 1507.

### Lista rękopisów według miejsca przechowywania
- MS IV 1050 – Bruksela, Bibliothèque royale de Belgique,
- Ms. 367 (480) – Chantilly, Bibliothèque et Archives du Château de Chantilly,
- MS Hunter 385 (V.2.5)[18] – Glasgow, University Library,
- Add. 27699[19] – Londyn, British Library,
- MS. 27[20] – Los Angeles, J. Paul Getty Museum,
- MS M. 1044[21] – Nowy Jork, Morgan Library,
- MS fr. 616[22], MS fr. 617, MS fr. 618, MS fr. 619, MS fr. 620, MS fr. 1289, MS fr. 1291, MS fr. 1293, MS fr. 1294, MS fr. 1295, MS fr. 12398 – Paryż, Bibliothèque nationale de France,
- Ms. 6529 – Pau, Musée national du Château de Pau,
- HB XI 34a – Stuttgart, Württembergische Landesbibliothek.

Inne egzemplarze Livre de chasse (całość dzieła lub jego fragmenty) przechowywane są m.in. w Bibliothèque Inguimbertine w Carpentras, Houghton Library Uniwersytetu Harvarda w Cambridge, Sächsische Landesbibliothek w Dreźnie, Badische Landesbibliothek w Karlsruhe, Palais des Arts w Lyonie, Bibliothèque nationale de France (ogółem w zbiorach BnF znajduje się szesnaście rękopisów Livre de chasse), Bibliothèque Sainte-Geneviève i Bibliothèque Mazarine w Paryżu, Bibliothèque municipale w Tours, Archivio di Stato w Turynie, Biblioteca Apostolica Vaticana w Watykanie (trzy manuskrypty) oraz kolekcjach prywatnych.